# مرلین (مینی‌سریال)
مرلین (به انگلیسی: Merlin) مجموعهٔ تلویزیونی کوتاه محصول سال ۱۹۹۸ آمریکا به کارگردانی استیو بارون است. در این سریال کوتاه بازیگرانی همچون سام نیل، هلنا بونهام کارتر، روتخر هاور، جان گیلگد، میراندا ریچاردسون، ایزابلا روسلینی، لینا هیدی، مارتین شورت، ریچل د تایم، و بیلی وایتلا ایفای نقش کرده‌اند. در سال ۲۰۰۶ دنبالهٔ این فیلم با نام شاگرد مرلین ساخته شد.